# Welcome to Loserville
Welcome to Loserville to debiut albumowy brytyjskiej grupy poppunkowej Son of Dork. Wydawnictwo ukazało się 7 listopada 2005 roku, w kilka miesięcy po tym jak lider zespołu James Bourne zakończył współpracę z boy's bandem Busted. W albumie znalazły się dwa single. "Ticket Outta Loserville" oraz "Eddie's Songs". Ten pierwszy wszedł na listy przebojów w Wielkiej Brytanii na 3. miejscu, a drugi zadebiutował na 10. Płyta weszła do angielskich notowań z 35. miejsca i po pewnym czasie otrzymała status złotej.

## Lista utworów
1. Ticket Outta Loserville
2. Eddie's Song
3. Little Things
4. Party's Over
5. Boyband
6. Sick
7. Slacker
8. Holly... I'm The One
9. Wear Me Down
10. Murdered In The Mosh
11. Murdered In The Mosh – wersja chóralna (utwór ukryty)

## Single
1. Ticket Outta Loserville
2. Eddie's Song